# Mortoniella apiculata
Mortoniella apiculata är en nattsländeart som beskrevs av Oliver S. Flint Jr. 1963. Mortoniella apiculata ingår i släktet Mortoniella och familjen stenhusnattsländor. Inga underarter finns listade i Catalogue of Life.